# Onni Hiltunen

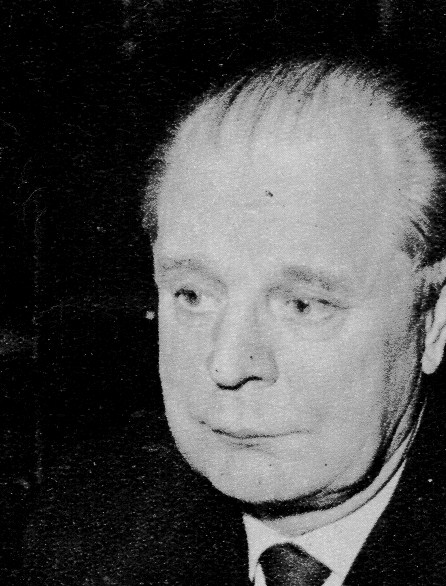
Onni Hiltunen.

Onni Alfred Hiltunen, född 26 november 1895 i Jyväskylä, död 8 juni 1971 i Varkaus, var en finländsk politiker. Han var far till Teemu Hiltunen.
Hiltunen, som ursprungligen var järnvägsarbetare, representerade socialdemokraterna i Finlands riksdag 1930–1962. Han valdes som kompromisskandidat till partiordförande 1944, men kunde på grund av vapenbrödrasocialisternas motstånd inte återväljas 1946. Han var finansminister 1944, 1948–1950 och 1951, andre finansminister 1945–1948, andre kommunikationsminister 1944–1945, andre socialminister 1945–1946 samt handels- och industriminister 1958–1959. Han blev direktör vid Folkpensionsanstalten 1951, men var en av dem som av Helsingfors hovrätt 1961 dömdes till avsättning för missbruk av anstaltens medel. Domslutet upphävdes av Högsta domstolen, men Hiltunen återvände inte till sin befattning.